# Henrik Strube

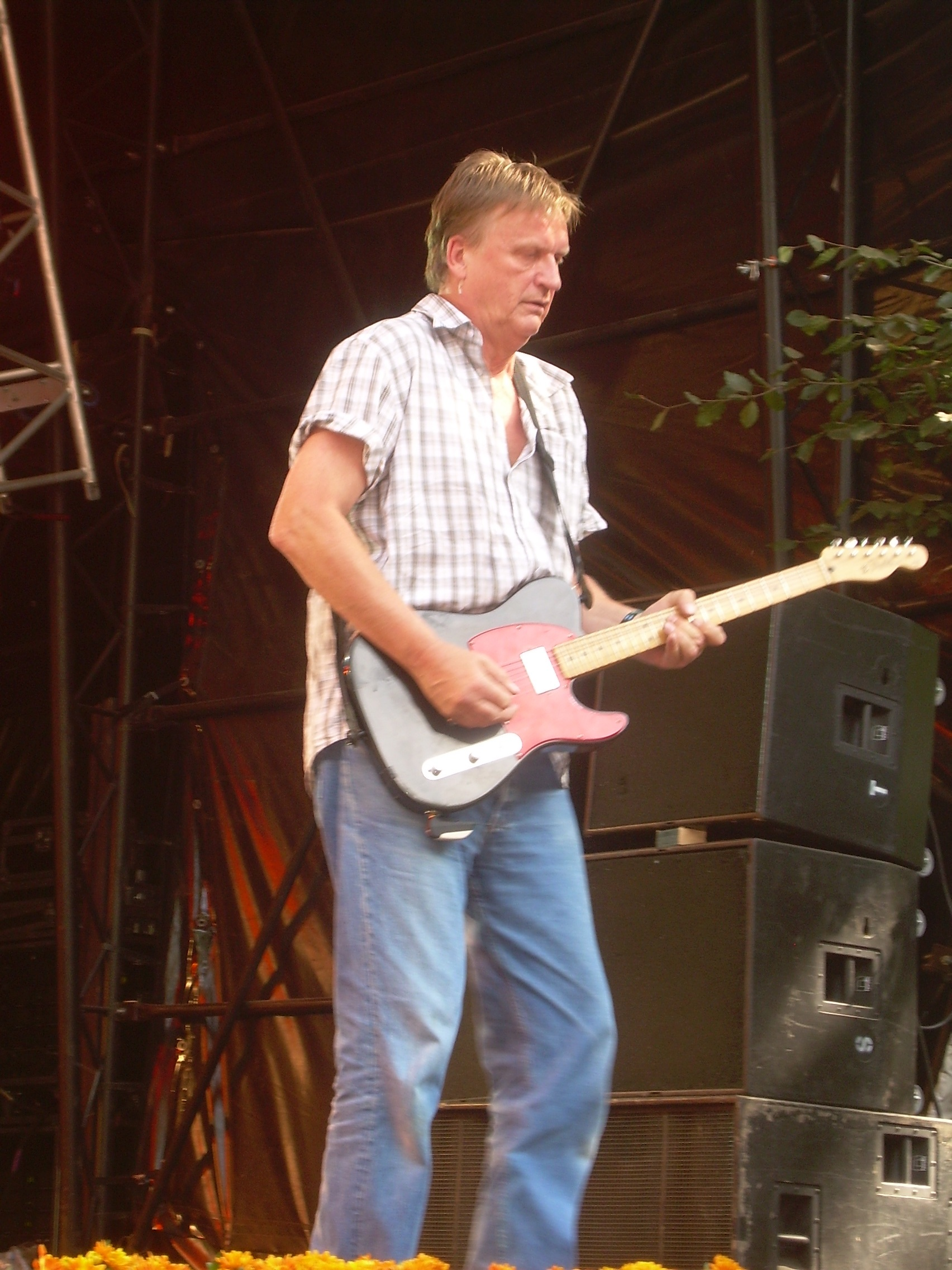
Henrik Strube

Henrik Strube, född 21 februari 1949 i Köpenhamn, är en dansk gitarrist, författare, kompositör och redaktör.
Strube har bland annat varit medlem i grupperna Rose Farmer Group, No Name, Røde Mor, Strube Band, Den Flyvende Duo och Ekko. Efter att han 1976 utgav sitt första soloalbum "Ven Og Fjende" (med texter av Ebbe Kløvedal Reich) var han fram till 1990 verksam som heltidsmusiker. Han utgav under denna period en rad album, däribland 8338, vilken bland annat innehöll låten "Hold om mig", hans hittills största framgång.
Strube har även varit verksam som freelance-journalist, skrivit romanen "Hit" samt fackboken "Pas På Ørene", vilken handlar om sjukdomen tinnitus. Han är även redaktör för Dansk Musiker Forbunds tidskrift "Musikeren". Han är även gitarrist i det återförenade Røde Mor och arbetar sporadiskt med soloprojekt. 

## Diskografi
- Fødelandssange (1972) med No Name
- Ven og Fjende (1976)
- Jackpot (1977)
- Hunden er løs (1979)
- Den Flyvende Duo (1981) med Jørgen Rygaard
- Unruhrig (1983), utgiven i Tyskland
- 8338 (1983) (återutgiven 1987 under titeln Hold om mig)
- Som sol og måne (1985)
- Hjertets vagabonder (1986)
- Nyt land (1988)
- Bellevue (1990)
- Blå Himmel over byen (1997)
- Mærk'ligt (2002)
- Storybeat (2008)

Han har även medverkat på en rad album med bland annat Røde Mor och på ANC-galan i Göteborg 1985.